# Clase Le Redoutable (1971)
La clase Le Redoutable es una serie de seis submarinos balísticos nucleares que estuvieron en activo en la Marina Nacional Francesa. En francés la clase es denominada "Sous-marin Nucléaire Lanceur d'Engins" (SNLE), literalmente, "submarino nuclear lanzador de misiles". Cuando fueron dados de alta pasaron a conformar el componente naval estratégico dentro de la tríada de la fuerza de disuasión nuclear francesa, denominada Force de frappe (los portaaviones Clemenceau y Foch constituían la parte táctica).
Los submarinos clase Le Redoutable entraron en servicio entre 1971 y 1985, con Le Redoutable (S 611) a la cabeza. En 2008 todas las unidades habían causado ya baja. Los profundos cambios estructurales introducidos en L'Inflexible (S615), último de la serie, difieren sustancialmente respecto a los primeros. La clase Le Redoutable fue ampliamente superada en capacidades por la nueva clase Le Triomphant, que puede disparar los misiles de mayor alcance M45 (y los M51 a partir de 2010).
El primer submarino de la clase, Le Redoutable, fue ordenado en 1963, construido en Cherburgo, botado en 1967 y comisionado en 1971. Los siguientes submarinos sufrieron una profunda remodelación para poder disparar la 2.ª generación de MIRV, asociadas al misil M4; Le Tonnant fue vuelto a dar de alta en 1987, L'Indomptable en 1989, Le Terrible en 1990 y Le Foudroyant en 1993.

## Historia

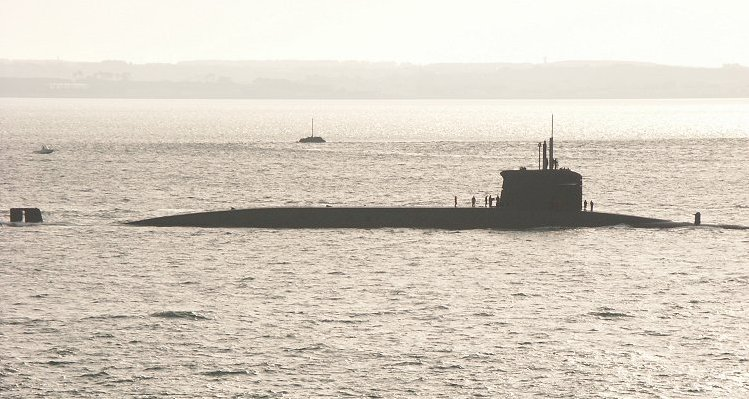
L'Inflexible (S 615) en el año 2002.

EE. UU. botó  el primer submarino con propulsión nuclear en 1954 y en 1959 el primer misil balístico (SSBN), el USS George Washington. Le siguieron submarinos soviéticos similares. En 1967 los británicos botaron su primer SSBN, el HMS Resolution, con ayuda de EE. UU.. Traumatizada por la humillación de la invasión alemana en la Segunda Guerra Mundial, Francia buscó contar con su propia bomba atómica y tecnología nuclear.
Ya en 1954 Francia comenzó la financiación del programa para construir un submarino de propulsión nuclear, alimentado por un reactor pesado refrigerado por agua (PHWR) alimentado con uranio natural y presurizado con agua pesada. No había dinero suficiente para un prototipo terrestre y directamente se empezó la construcción. En julio de 1955 comenzó la construcción en Cherburgo del que debía ser el primer submarino francés nuclear, el Gymnote (S655), designado Q-244. Era más grande que los anteriores submarinos franceses: 110 metros de eslora, 8,5 metros de manga y un desplazamiento de 4.500 toneladas. Era tres veces mayor que la clase Narval que se estaba construyendo. El objetivo francés  era conseguir un submarino nuclear armado con torpedos, y una vez se solventaran las dificultades técnicas se vería el tema del submarino con misiles balísticos. 
EE. UU. utilizaba un reactor nuclear de agua a presión, que permitía obtener una potencia suficiente con relativamente pequeño volumen, pero eso requería dominar la tecnología. Francia intentó desarrollar un reactor nuclear naval para su proyecto de submarino SSBN, pero finalmente el primer diseño de reactor resultó ser demasiado grande.
En ese momento EE. UU. ofreció asistencia para el desarrollo de un reactor de agua a presión pero Francia desconfiaba de esa cooperación y quería minimizar su dependencia de Estados Unidos. Con la salida de la OTAN de Francia en 1959 se cortó la ayuda americana en la tecnología de reactores. La Marina Francesa decidió cambiar a los reactores de agua a presión para propulsar sus submarinos y compró a EE. UU. 440 kilogramos de uranio enriquecido para suministrar un primer reactor con la condición de que solo se utilice para aplicaciones terrestres. La oferta de EE. UU. de vender a Francia submarinos clase Skipjack fue rechazada en 1962, al igual que sería rechazada la de los misiles Polaris. El desarrollo del reactor se encargó a miembros del Commissariat à l’énergie atomique (CEA), oficiales de la Marina e ingenieros del astillero. Después de un gran esfuerzo por parte de los científicos franceses se logró en 1964 probar la versión de tierra del reactor naval y la producción de uranio enriquecido se comenzó. Hay que señalar en cuanto a los reactores nucleares que la Armada Rusa y antes la Armada soviética, la Armada de Estados Unidos y la Marina Real Británica utilizan la propulsión por turbina de vapor. Por su lado los franceses y chinos utilizan la turbina para generar electricidad, empleando propulsión turbo-eléctrica. 
El submarino Q-244 pasó a ser llamado Gymnote y no pudo contar con reactor nuclear ya que este no era lo suficientemente compacto para ser embarcado. El reactor francés de agua pesada resultó ser demasiado voluminoso y el proyecto se abandonó en 1958, quedando paralizada la construcción del submarino. Pero equipado con propulsión convencional diésel-eléctrica sirvió para las pruebas de los misiles balísticos M1 que equiparian al submarino nuclear lanzamisiles francés. Mientras tanto los astilleros Direction des Constructions Navales (DCN) desarrolló el diseño del primer submarino nuclear, Le Redoutable, capacitado para el reactor nuclear francés. Este submarino tenía 128 metros de eslora, 10,6 metros de diámetro y 9.000 toneladas de desplazamiento sumergido. Era mucho más grande que los submarinos franceses construidos hasta la fecha. Su propulsión era un reactor con una potencia total de 16.000 CV.
El Redoutable se comenzó en 1967 y entró en servicio en 1971. Francia se convirtió así en la cuarta potencia mundial en contar con una fuerza disuasiva nuclear submarina. Le siguieron otros submarinos de la misma clase. Estaba equipado con misiles balísticos M1 MSBS (Mer-Sol balistique Stratégique), reemplazados en 1974 por M2 MSBS y, en 1977 por el M20 MSB. Todos los submarinos, excepto Le Redoutable, se modernizaron en 1985 para recibir la segunda generación del misil M4, con ojivas MIRV. El Tonnant fue retirado en 1987, Indomptable en 1989, el Terrible en 1990 y Foudroyant en 1993. Les sustituyó la segunda generación de SSBN, la clase Le Triomphant, compuesta por cuatro buques.